# جرج وودگر
جرج وودگر (به انگلیسی: George Woodger) بازیکن فوتبال زادهٔ ۳ سپتامبر ۱۸۸۳ اهل انگلستان بود که سابقهٔ بازی در تیم ملی فوتبال انگلستان را در کارنامهٔ خود دارد. وی در تاریخ ۱۱ فوریه ۱۹۱۱ تنها بازی ملی خود را در مقابل تیم ملی فوتبال ایرلند انجام داد.